# 拓跋伏羅
拓跋伏羅（?—448年1月22日至2月19日之间），魏太武帝拓跋燾之子，生母越椒房，北魏宗室、官员。

## 生平
太平真君三年十月己卯（442年11月24日），拓跋伏罗被封为晋王，加车骑大将军。太平真君五年（444年）六月，吐谷浑首领慕利延的侄子纬代害怕慕利延谋害自己，与使者谋划想要归附北魏，慕利延发觉后杀死了纬代。纬代的弟弟叱力延等八人逃到北魏京城平城，请求派兵讨伐慕利延。八月，魏太武帝派遣拓跋伏罗都督高平、涼州的各路军队讨伐慕利延。魏军推进到乐都县，拓跋伏罗对各位将军说：“如果走正路，恐怕军队的声势会先传出去，他们必定会远逃。如果潜伏军队出其不意，这就是邓艾灭蜀汉的计策。”各位将军都感到为难，拓跋伏罗说：“率领军队制服对方以取胜，在万里之外选择便利，不等待请命是可以的。”于是拓跋伏罗率军从小路进发，到达大母桥，十月癸未（444年11月17日），魏军大败吐谷浑，慕利延的部众惊慌的逃向白兰，慕利延的侄子拾寅逃到河曲，北魏斩首五千多级，降服吐谷浑一万三千多家。拓跋伏罗和高凉王拓跋那继续讨伐，没能取得全胜。太平真君八年十二月（448年1月22日至448年2月19日之间），拓跋伏罗去世，拓跋伏罗没有儿子，封国被削除。

## 其他
据《宋书》的记载，魏太武帝所住的皇宫被雷电击中而倒塌，魏太武帝被压住几乎死去，魏太武帝的左右随从都大声痛哭，拓跋伏罗却没有悲痛之情，魏太武帝愤怒的赐令拓跋伏罗自杀。

## 延伸阅读
[在维基数据编辑]
 《魏書·卷18》，出自魏收《魏书》
 《北史·卷016》，出自李延壽《北史》